# Високе (Лозівський район)
Висо́ке —  село в Україні, у Лозівському районі Харківської області. Населення становить 193 осіб. Входить до складу Первомайської міської громади.

## Географія
Село Високе знаходиться на березі річки Орілька, біля її витоків, нижче за течією на відстані 2 км розташоване село Маслівка. На відстані 1 км розташовані село Калинівка і місто Первомайський. Поруч проходять автомобільні дороги Т 2107, Т 2110 і залізниця, найближчі станції Берека і Лихачове (4 км).

## Історія
- 1930 - дата заснування вихідцями із Береки.